# Luis Ángel Arango
Luis Ángel Arango Arango (Medellín, 13 de noviembre de 1903-Bogotá, 13 de enero de 1957) fue un financista, abogado y hombre cívico colombiano. Ocupó varios cargos como la dirección de la Superintendencia Bancaria, la gerencia del Banco Central Hipotecario (1939) y del Banco de Bogotá (1947). A partir de 1947 y hasta el día de su muerte, estuvo al frente de la gerencia del Banco de la República.
Connotado erudito y directivo en el área financiera y la macroeconomía, Luis Ángel Arango desempeñó un papel fundamental en el diseño e implementación de las finanzas públicas colombianas en la primera mitad del siglo XX. Además de manejar la economía en la época de La Violencia, cumplió importante labor en favor de la cultura dándole apoyo al Museo del Oro, la Casa de Moneda de Colombia y la Biblioteca del Banco de la República, que actualmente lleva su nombre.

## Biografía
Luis Ángel Arango nació el 13 de noviembre de 1903 en Medellín, Antioquia, siendo sus padres María Arango Mejía y el general José Manuel Arango Velásquez, ministro de guerra del presidente Carlos Eugenio Restrepo, ambos de Abejorral. Sus hermanos fueron Emilio (Rector de la Universidad Javeriana), Marco Aurelio (Ministro en múltiples carteras) y Francisco Antonio.
Al poco tiempo su familia se trasladó a Bogotá, la capital del país, donde realizó sus primeros estudios en el Colegio de las Hermanas de la Caridad. Cursó el bachillerato en el Colegio Restrepo Mejía, pero terminó su segunda enseñanza en filosofía y letras en el Colegio Mayor de nuestra Señora del Rosario en 1919. Ingresó a la facultad de derecho y ciencias políticas de la Universidad Nacional de Colombia y se graduó en 1924, con la tesis "Bancos de emisión, su establecimiento en Colombia".
Entre los 24 y 28 años de edad, Arango vivió en París, Francia, donde su padre ejerció como cónsul.
Arango casó con Isabel Terán Gutiérrez en 1929, con quien tuvo seis hijos. Falleció el 13 de enero de 1957 a causa de un infarto.

## Trayectoria profesional
Al regresar a Colombia, Arango fue nombrado inspector bancario y luego, superintendente delegado de bancos. En 1932 pasó a ocupar el cargo de subgerente del Banco Central Hipotecario (BCH). Más adelante fue miembro de múltiples juntas ejecutivas y formó parte de la Corte Suprema Electoral.
Su vasta cultura e inteligencia lo llevaron también a liderar e impulsar proyectos fundamentales y trascendentales en la cultura de Colombia, tales como el Museo del Oro y la Casa de Moneda.

### Gerencia del Banco de la República
En 1939 Arango comenzó su labor en el Banco de la República de Colombia como segundo subgerente, siendo ascendido después a primer subgerente, y el 17 de mayo de 1947 asumió el cargo de gerente general, tras el retiro de Julio Caro.
Durante su gerencia, la Misión Grove y Alter visitó Colombia y realizó un diagnóstico de la banca central, al origen de la reforma bancaria de 1951. En 1953, los bancos lo eligieron como su representante en la Asamblea Nacional Constituyente.

## Cultural
Luis Ángel Arango fue miembro correspondiente de la Academia Colombiana de la Lengua; bajo su directriz se construyeron la Catedral de Sal y la Hospedería El Libertador; junto con Julio Caro, fue promotor de la creación del Museo del Oro.
A él también se debe la construcción de la sede del Banco de la República, la Imprenta de Billetes, la restauración de la Casa de Moneda, y la reconstrucción de la Recoleta de San Diego, el Centro de Acción Comunal.
También en su administración se reconstruyó la sede de la Nunciatura Apostólica, donde funcionó hasta 1978 la Corte Suprema de Justicia de Colombia, derruida durante el El Bogotazo. Por todas estas obras en beneficio de la ciudad y el país, la Sociedad de Mejoras y Ornato de Bogotá lo condecoró con la medalla Gonzalo Jiménez de Quesada.
Bajo su gerencia se empezó a publicar la colección Archivo de la economía nacional, cuya función principal fue el rescate de la historia de Colombia, los relatos de viajeros, la historia económica del país, etc., y que continúa como la Colección bibliográfica del Banco de la República.
Aquella pequeña biblioteca que el Banco tenía para servicio de sus funcionarios y a la cual asistía el público debería convertirse en una biblioteca más grande de Colombia. Por ello, en La Candelaria se empezó a construir la biblioteca más grande del país y que no vio terminada. La misma semana de su fallecimiento, la junta directiva del Banco de la República le da su nombre, como un homenaje póstumo: Biblioteca Luis Ángel Arango. Inaugurada el 20 de febrero de 1958.